# Daniel Lanois
Daniel Lanois (Gatineau (Quebec), 9 september 1951) is een Canadees muziekproducent en singer-songwriter. Hij produceerde albums voor een groot aantal uiteenlopende artiesten en bracht ook een aantal eigen albums uit, waarin hij onder meer zang, gitaar en dobro voor zijn rekening neemt. Hij werkte onder anderen met Bob Dylan, Brian Eno, U2, Peter Gabriel, Emmylou Harris en Robbie Robertson.

## Biografie
Lanois werd geboren in Hull (Quebec) en begon zijn loopbaan vanuit zijn eigen studio. In eerste instantie werkte hij met lokale bands maar nadat Brian Eno hem ontdekte begon hij ook andere projecten te ontwikkelen. Eerst werkte hij met Eno aan enkele van diens projecten en later produceerden zij samen U2's album The Unforgettable Fire. Bono van U2 beval Lanois aan bij Bob Dylan in de late jaren 80; in 1989 produceerde Lanois Dylans Oh Mercy. 
In oktober 2009 richtte Lanois de supergroep Black Dub op met, onder anderen, de Belgische zangeres Trixie Whitley. Eind 2012 heeft Lanois een aantal optredens verzorgd in Scandinavië waar hij ook nieuw materiaal presenteerde, afkomstig van een nieuw nog te verschijnen album. Hij werkte mee aan de soundtrack van de game Red Dead Redemption 2.

## Discografie
- Acadie (1989)
- For the Beauty of Wynona (1993)
- Sweet Angel Mine (1996)
- Lost in Mississippi (1996)
- Sling Blade (1996)
- Shine (2003)
- Rockets (2004)
- Belladonna (2005)
- Here is What is (2007)
- Flesh and Machine (2014)
- Goodbye To Language (feat. Rocco DeLuca) (2016)
- Heavy Sun (2021)
- Player, Piano (2022)

## Geproduceerde albums
- This is the Ice Age - Martha and the Muffins (1981)
- Dance After Curfew - Nash the Slash (1982)
- Danseparc - Martha and the Muffins (1982)
- Ambient 4/On Land - Brian Eno (1982)
- Parachute Club - Parachute Club (1983)
- Apollo: Atmospheres and Soundtracks - Brian Eno (1983)
- The Pearl - Harold Budd & Brian Eno (1984)
- Mystery Walk - Martha and the Muffins (1984)
- The Unforgettable Fire - U2 (1984)
- Thursday Afternoon - Brian Eno (1985)
- Hybrid - Michael Brook (1985)
- Birdy - Peter Gabriel (1985)
- Voices - Roger Eno (1985)
- So - Peter Gabriel (1986)
- The Joshua Tree - U2 (1987)
- Robbie Robertson - Robbie Robertson, (1988)
- Oh Mercy - Bob Dylan (1989)
- Yellow Moon - The Neville Brothers (1989)
- Achtung Baby - U2, (1991)
- Living with the law - Chris Whitley (1991)
- Flash of the Spirit - Jon Hassell and Farafina (1992)
- Us - Peter Gabriel (1992)
- The Last of the Mohicans - movie soundtrack (1992)
- Ron Sexsmith - Ron Sexsmith (1994)
- Wrecking Ball - Emmylou Harris (1995)
- Night to Night - Geoffrey Oryema (1996)
- Fever In Fever Out - Luscious Jackson (1996)
- Time Out of Mind - Bob Dylan (1997)
- Brian Blade Fellowship - Brian Blade (1998)
- 12 Bar Blues - Scott Weiland (1998)
- Teatro - Willie Nelson (1998)
- Power Spot - Jon Hassell (2000)
- The Million Dollar Hotel - movie soundtrack (2000)
- All That You Can't Leave Behind - U2 (2000)
- How to Dismantle an Atomic Bomb - U2 (2004) (track "Love and Peace or Else")
- No Line On The Horizon - U2 (2009)
- Le Noise - Neil Young (2010)
- Flamingo - Brandon Flowers (2010)
- Battle Born - The Killers (2012) (track "Heart of a Girl")